# بيتر بوروز
بيتر بوروز (بالإنجليزية: Peter Burroughs)‏ هو ممثل بريطاني، ولد في 27 يناير 1947 في بيتربرة في المملكة المتحدة.

## أعمال

### أفلام
- (2005) دليل المسافر إلى المجرة[4][5]

## وصلات خارجية
- بيتر بوروز على موقع IMDb (الإنجليزية)
- بيتر بوروز على موقع أول موفي (الإنجليزية)
- بيتر بوروز على موقع قاعدة بيانات الفيلم (الإنجليزية)
- بيتر بوروز على موقع كينوبويسك (الروسية)